# Hiệp hội Quốc tế về Bảo vệ Thực phẩm
Hiệp hội Quốc tế về Bảo vệ Thực phẩm, viết tắt theo tiếng Anh là IAFP (International Association for Food Protection) là một tổ chức phi chính phủ quốc tế hoạt động trong lĩnh vực nghiên cứu Bảo vệ Thực phẩm và ứng dụng của nó.
IAFP được thành lập năm 1911.